# Opařany
Opařany település Csehországban, a Tábori járásban. Opařany Zběšičky, Sepekov, Bernartice, Božetice, Stádlec, Meziříčí, Drhovice, Dražice, Řepeč és Jistebnice településekkel határos. Lakosainak száma 1431 fő (2024. január 1.).

## Népesség
A település lakosságának változását az alábbi diagram mutatja:
| Lakosok száma | 2400 | 2640 | 2465 | 2196 | 1479 | 1390 | 1414 | 1399 | 1365 | 1431 |
|               | 1869 | 1890 | 1921 | 1950 | 1980 | 2001 | 2017 | 2019 | 2022 | 2024 |